# Kosovelova knjižnica Sežana
Kosovelova knjižnica Sežana je osrednja splošna knjižnica s sedežem na Ulici Mirka Pirca 1 (Sežana), kjer domuje od 1975.
Kot samostojni kulturni zavod je bila ustanovljena 13. februarja 1963 in poimenovana po Srečku Kosovelu. Svojo dejavnost opravlja za štiri občine: Sežana, Divača, Hrpelje – Kozina in Komen, kjer delujejo organizacijske enote knjižnice. Pod njenim okriljem sta tudi premična zbirka v izposojevališču Krajevne skupnosti Senožeče in Kosovelova domačija v Tomaju.

## Zgodovina
Knjižnica je v Sežani začela delovati leta 1851, kar dokazuje dokument o ustanovitvi, ki ga je v tržaškem arhivu našel zgodovinar Branko Marušič. Predsednik knjižnice je bil Alojz Polley, člana izvršilnega odbora tedanji župan Ferdinand Mahorčič in dr. Karel Lavrič, ki je bil državni pravnik in govornik na sežanskih taborih. Knjižnica nekaj časa ni delovala. 21. januarja 1873 je bila ustanovljena Narodna čitalnica na današnji Partizanski cesti. V čitalnici so 13. aprila 1887 podelili častno članstvo in diplomo njenemu uradnemu ustanovitelju Bogdanu Ternovcu, svetniku tržaškega cesarsko-kraljevega deželnega sodišča, ki je sestavil tudi pravila čitalnice.
Čeprav je v Sežani že bila knjižnica, so tudi društva imela svoje skromne knjižnice. Nekoliko obsežnejšo knjižnico je imelo Prostovoljno ognjegasno društvo, ustanovljeno leta 1894. V prvih letih 1. svetovne vojne je knjižnica dobila številne knjige od ljudi na kraškem področju, ki so morali zapustiti svoje domove, nato je vojna ustavila njen razvoj. Propad Avstro-Ogrske je za sežansko knjižnico pomenil nazadovanje zaradi sistematičnega zatiranja vsega, kar je bilo slovenskega. Tako stanje je trajalo do konca 2. svetovne vojne, ko so ljudje spet zbrali v času fašistične diktature skrite slovenske knjige. 
Po podpisu mirovnega sporazuma z Italijo (Pariška mirovna pogodba) leta 1947 so nastale številne pobude za obnovitev kulturnih društev in zlasti knjižnice. Učitelj Miro Kranjec je nadaljeval delo učitelja Jožeta Pahorja, ki je vodil sežansko knjižnico pred 1. svetovno vojno. Poškodovane knjige je popravljala Mira Skrinjar. 

## Dejavnost
Dejavnosti Kosovelove knjižnice so izposojanje in zbiranje gradiva, informiranje, izobraževanje, raziskovanje ter zadovoljevanje kulturnih in razvedrilnih potreb članov. V knjižnici je omogočen dostop do spleta in različnih portalov. Projekti Bralni palček, Rastem s knjigo, Primorci beremo, bralni krožek Sončna ura in Magajnova bralna značka za uporabnike s posebnimi potrebami razvijajo splošno, bralno, informacijsko in funkcionalno pismenost.   
V knjižnici načrtno zbirajo, hranijo, obdelujejo in posredujejo domoznansko gradivo za območje Krasa. Predstavljajo ga tudi v digitalizirani obliki na portalu Kamra in z njim dopolnjujejo spletni leksikon Primorci.si. 

## Gradivo
- Oddelek za odrasle:
  - literatura domačih in tujih avtorjev,
  - domača in tuja strokovna literatura,
  - časopisje v slovenskem, angleškem, italijanskem in hrvaškem jeziku, slovarji, leksikoni, enciklopedije in ostali priročniki, dostopni v čitalnici,
  - glasbene in podatkovne zgoščenke, kasete, filmi na nosilcih DVD in VHS.

- Otroški in mladinski oddelek:
  - slikanice, igrače, avdio- in videogradivo v igralnici,
  - mladinska literatura,
  - mladinske revije,
  - družabne igre.
- Domoznanski oddelek:
  - knjige, časopisi, revije, krajevna glasila, avdio- in videokasete, prospekti, koledarji, vabila, stare in nove razglednice, faksimili, diplomske in seminarske naloge študentov in dijakov ter projektna dela učencev osnovnih šol na tem območju,
  - zbirka izdaj Kosovelovih pesmi (v slovenščini in drugih jezikih), literarnih študij in fotografskega gradiva o pesniku v Kosovelovi študijski sobi,
  - Villanijeva zbirka - 109 prvotiskov 19. in 20. stoletja,
  - Rožančeva zbirka v Knjižnici Komen - okrog 1000 knjig iz pisateljeve osebne zbirke.